# Strimmad tunga
Strimmad tunga (Microchirus variegatus) är en fisk i familjen tungefiskar.

## Utseende
Den strimmade tungan är förhållandevis tjock för att vara en plattfisk. Högersidan (som är ögonsida) är rödbrun med breda, mörka tvärstrimmor. Blindsidan är vit, och har en förkrympt bröstfena. Ögonsidans stimmor fortsätter ut på rygg- och analfenorna. Arten kan bli 35 cm lång, men blir vanligtvis inte längre än 14 cm.

## Vanor
Arten är en bottenfisk som lever på ett djup mellan 20 och 400 m på sand- och dybottnar. Födan består framför allt av kräftdjur som räkor och märlkräftor, men den tar även musslor och havsborstmaskar. Den kan bli upp till 13 år gammal. Den strimmade tungan leker i mars till april i norra delen av sitt utbredningsområde, tidigare längre söderut.

## Utbredning
Den strimmade tungan finns i östra Atlanten från Brittiska öarna via Medelhavet till Senegal.